# Marie Purvis
Marie Purvis (Manchester, 24 september 1961) is een wielrenner uit het Verenigd Koninkrijk.
Op de Olympische Zomerspelen van 1992 in Barcelona reed Purvis de wegrace. Op de Olympische Spelen van 1996 reed ze wederom de wegrace.
Tussen 1990 en 1995 werd Purvis vijf maal Brits nationaal kampioene op de weg. Alleen in 1994 was de titel niet voor haar.
In 1990 en 1994 nam Purvis deel aan wegrace van de Gemenebestspelen.